# Хирш, Петер
Петер Хирш (дат. Peter Hirsch; 6 марта 1979, Копенгаген, Дания) — бывший датский хоккеист, вратарь. Ныне - тренер.

## Карьера

### Игровая
Значительную часть своей карьеры провел в Швеции. Выступал в Элитсерии за МОДО, «Мальмё Редхокс» и «Тимро». Имел заокеанский опыт в своей карьере: некоторое время Хирш играл ECHL и SPHL. Также голкипер дважды приходил в британский «Ковентри Блэйз». Завершил свою карьеру он в «Рунгстеде».
На протяжении долгих лет Петер Хирш защищал ворота сборной Дании. В ее составе он выступал на девяти Чемпионатах мира в различных дивизионах.

### Тренерская
После окончания карьеры Хирш занялся подготовкой вратарей. Несколько лет он отработал в шведских командах. С 2018 года является тренером вратарей в сборной Дании. В конце мая 2020 года датчанин вошел в штаб Валерия Брагина в петербургском СКА. В нем он занимается индивидуальной подготовкой вратарей.

## Достижения
- Вице-чемпион Швеции (1): 2001/02.
- Чемпион Британской элитной хоккейной лиги (1): 2009/10.
- Обладатель Кубка Дании (2): 2004, 2005.